# Exploracions xineses
Les exploracions xineses inclouen els viatges realitzats per exploradors xinesos arreu del món, per terra i per mar, des del segle ii aC fins al segle xv.

## Exploració terrestre

### Les muntanyes del Pamir i més enllà

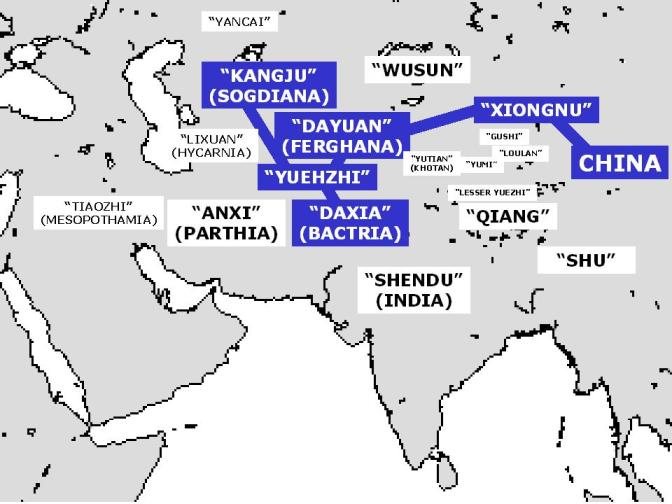
Països descrits a l'informe de Zhang Qian (els països visitats es marquen en blau).

La Dinastia Han envià Zhang Qian com a llegat més enllà del desert de Takla Makan el segle ii aC, essent la primera incursió de xinesos en els regnes de l'Àsia central, l'hel·lenitzat Imperi Selèucida, l'Índia i l'Orient Mitjà.
Del 104 al 102 aC, l'emperador Wu Di de la mateixa dinastia va mantenir una guerra contra els yuezhi, a l'oest de Gansu, que controlaven els Dayuan, un regne hel·lenitzat establert a Fergana per Alexandre el Gran el 329 aC.
Gan Ying, l'emissari que el general Ban Chao va enviar a Roma, possiblement va arribar fins a la Província romana de Síria, a finals del segle I aC. Després d'aquests primers descobriments, les exploracions xineses es van centrar més en el mar, tot i que la Ruta de la Seda va seguir sent la més lucrativa de les rutes comercials entre la Xina i Europa.
El pelegrinatge del monjo budista Xuan Zang des de Chang'an, a la Xina, fins a Nalanda, a l'Índia, no només va incrementar notablement el coneixement del budisme a la Xina, amb la traducció de més de 650 textos, inclòs el Sutra del Cor i el Gran Sutra de la Perfecció de la Sabiesa, i com a inspirador de la immensament influent novel·la Viatge a l'Oest. Efectivament, també li devem la publicació de la Memòria del viatge a Occident a l'època dels Grans Tang, un text que introdueix la Xina a les ciutats índies, com ara el port de Calicut, i preserva molts detalls de la Bengala del segle VII per a la posteritat.

## Exploració marítima

### Mar de la Xina Meridional
Abans de l'aparició de la brúixola, un invent xinès, en el segle xi, els vents estacionals del monsó controlaven la navegació, bufant cap al nord des de la zona equatorial a l'estiu i cap al sud a l'hivern. Això explicaria que hi hagués més facilitat perquè els viatgers procedents de la Xina continental poguessin colonitzar l'illa de Taiwan ja en el Neolític. Després de derrotar l'últim dels Regnes Combatents i de consolidar un imperi sobre la Xina pròpia, la marina del període de la dinastia Qin, 221-207 aC, assistí la invasió terrestre de Guangzhou i del nord del Vietnam. La meitat nord del Vietnam no esdevindria del tot independent de la Xina fins al 938 dC. El 1975, una antiga drassana excavada a Guangzhou fou datada cap a l'inici de la dinastia Han (202 aC - 220 dC) i, amb tres plataformes, permetia construir vaixells de 30 metres de llarg, 8 metres d'ample i amb un pes possible de 60 tones mètriques.
Durant el període dels Tres Regnes, se sap que diversos viatgers de Wu Oriental van explorar la costa. Els més importants foren Zhu Ying i Kang Tai, tots dos enviats pel governador de Guangzhou i Vietnam Lü Dai a principis del segle iii. Tot i que van escriure un llibre cada un, tots dos llibres s'havien perdut cap al segle xi dC: la Memòria de les curiositats del Regne de Funan (xinès tradicional 扶南異物誌, xinès simplificat 扶南异物志, Fúnán Yìwù Zhì), de Zhu, completament perdut, i els Contes dels països estrangers durant el període Wu (xinès tradicional 吳時外國傳, xinès simplificat 吴时外国传, Wúshí Wàiguó Zhuàn), de Kang, que només sobreviu en algunes referències disperses en altres obres, entre elles, el Shuijing Zhu i l'enciclopèdia Yiwen Leiju.
Més tard, durant la dinastia Jin (265-420), un rebel conegut per Lu Xun va poder aturar un atac de l'exèrcit imperial durant cent dies de l'any 403 dC, abans d'embarcar-se cap al Mar de la Xina Meridional. Durant sis anys, va ocupar Panyu, el port de mar més important del sud de la Xina en aquell temps.

### Oceà Índic i més enllà

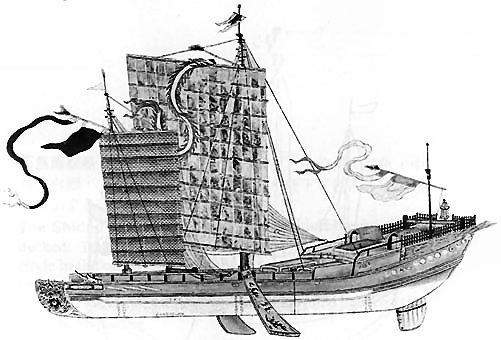
Un junc de la dinastia Qing, segle XVIII; el vaixells xinesos del període Song tenien el buc dividit amb mampares que els feien més segurs.

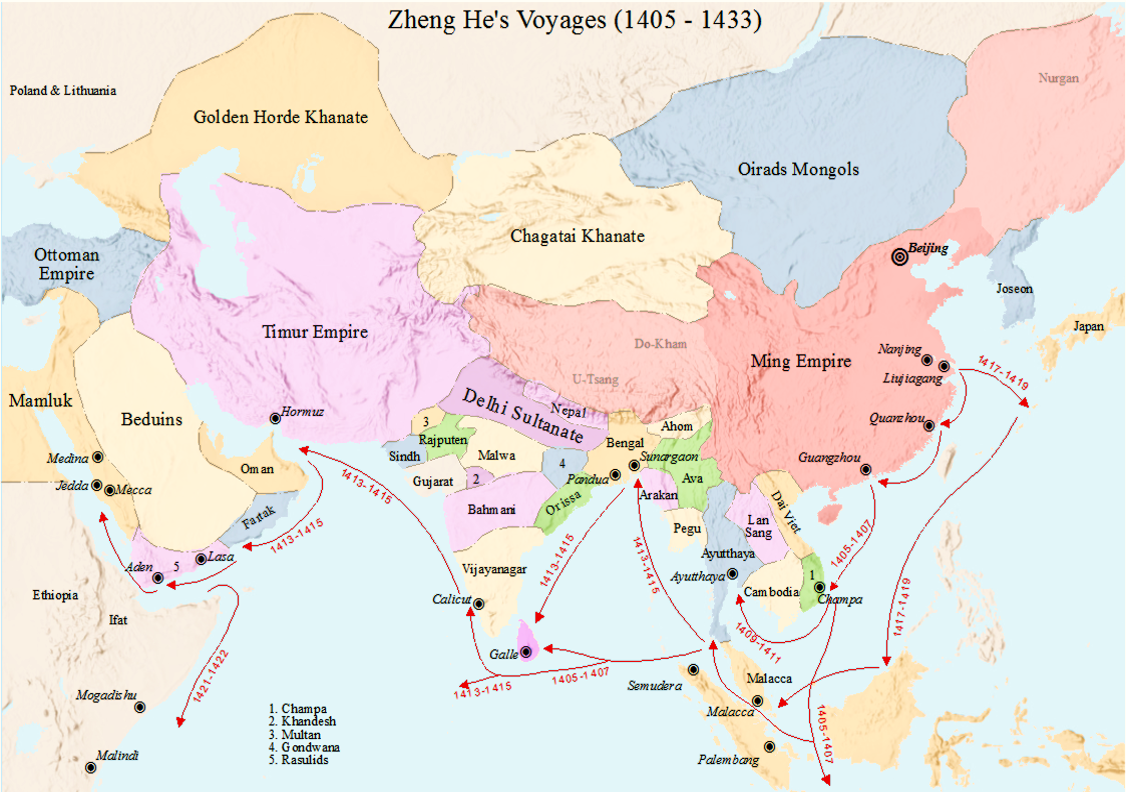
Els viatges marítims de Zheng He.

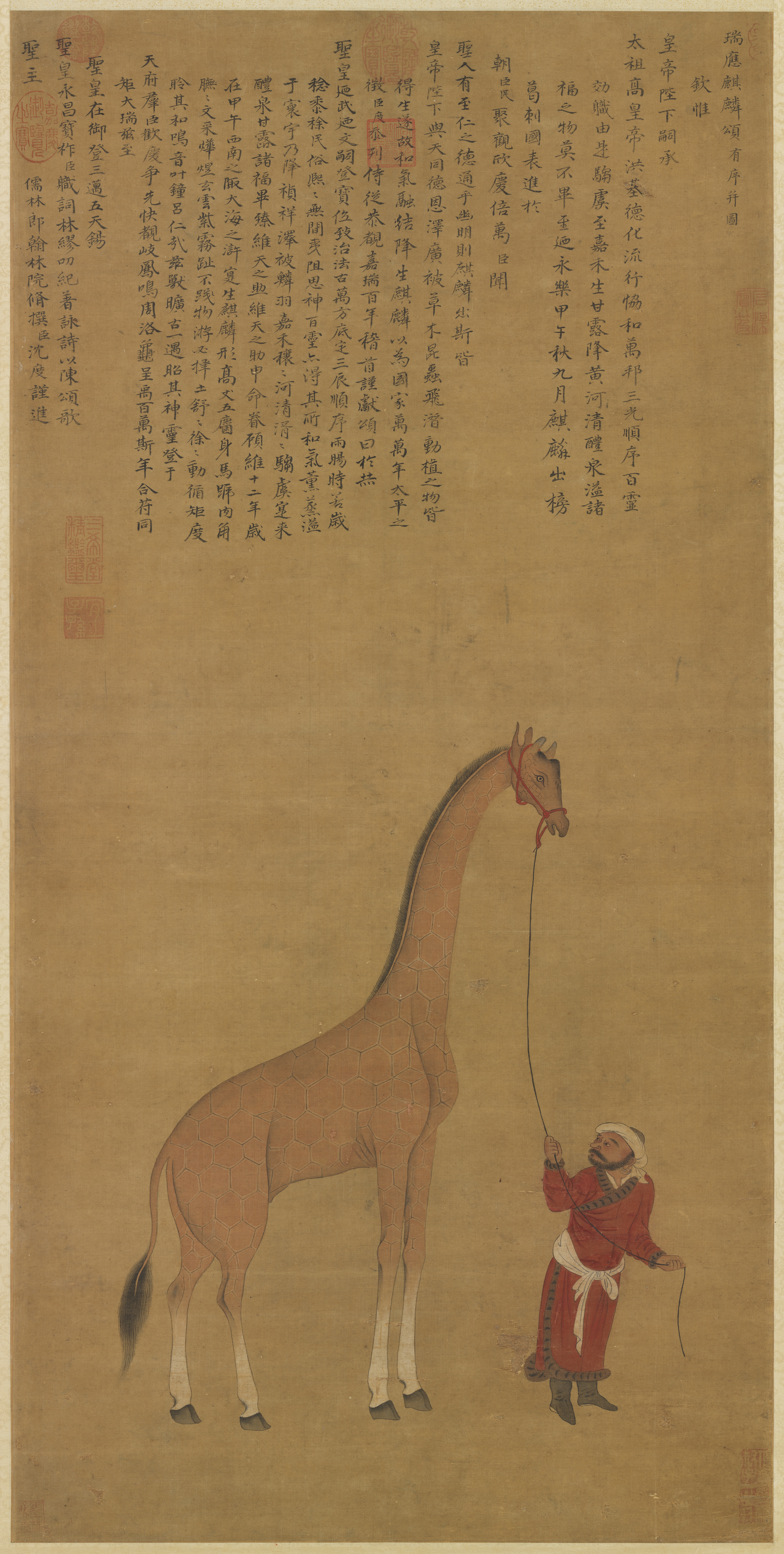
Una girafa que els xinesos van portar des de Somàlia l'any 1414.

Els expedicionaris xinesos van llançar-se a l'oceà Índic a partir de finals del segle ii aC, i segons els informes van arribar a Kanchipuram, anomenada Huangzhi (黄支) per ells, o fins a Etiòpia, segons fonts etíops. Entre el final del segle IV i el principi del segle v, diversos pelegrins xinesos, com Fa Xian, Zhi Yan i Tan Wujiè, van començar a viatjar per mar cap a l'Índia, i s'enduien escrits i sutres quan tornaven a la Xina. El segle vii, almenys 31 monjos xinesos van aconseguir arribar a l'Índia pel mateix camí. El 674, l'explorador privat Daxi Hongtong fou un dels primers a arribar al sud de la península aràbiga després de viatjar per 36 països a l'oest del Mar de la Xina Meridional.
Els navegants xinesos, tant mercants com diplomàtics, de les dinasties Tang (618—907) i Song (960—1279), sovint arribaven a l'oceà Índic després de visitar ports del sud-est asiàtic. Sembla que haurien viatjat a la península de Malaca, a l'Índia, a Sri Lanka, haurien entrat pel Golf Pèrsic i haurien remuntat el Riu Eufrates (on actualment hi ha Iraq), la península d'Aràbia i fins i tot per la Mar Roja, aturant-se a negociar amb les seves mercaderies a Etiòpia i Egipte (com la porcellana xinesa, molt apreciada a l'antiga Fustat, on ara hi ha El Caire).
A finals del segle viii, Jià Dan escrigué Ruta de Guangzhou al Mar dels Bàrbars per documentar les comunicacions amb l'exterior. El llibre es va perdre, però el Xin Tangxú en reprodueix alguns passatges on es parla de les tres rutes marítimes que unien la Xina amb l'Est d'Àfrica. Jià Dan també escrigué sobre altíssims minarets que feien de fars al Golf Pèrsic, i que foren confirmats un segle més tard per Alí al-Masudi i al-Muqaddasi. Després de Jià Dan, des del segle IX altres escriptors xinesos van descriure amb cura la part d'Àfrica que havien conegut. Per exemple, Duan Xengshi escrigué el 863 sobre el comerç d'esclaus, d'ivori i d'àmbar gris a Berbera (Somàlia). Els ports xinesos de Guangzhou i Quanzhou, les ciutats més cosmopolites del món medieval, allotjaven milers d'estrangers, tant viatgers com colons permanents. De la mateixa manera, els juncs xinesos foren descrits pel geògraf marroquí Al-Idrisi en la seva Geografia de 1154, així com les mercaderies que solien transportar.
Entre 1405 i 1433, flotes enormes sota el comandament de l'almirall Zheng He, i per ordre de l'emperador Yǒnglè, de la dinastia Ming, van fer set viatges per l'oceà Índic. Però tots aquests avenços no van portar la Xina a una expansió mundial (per a la que potser hauria estat preparada) perquè la burocràcia confucianista sota el següent emperador revertí aquella política favorable a les exploracions, i, cap al 1500, fins i tot esdevingué una ofensa gravíssima construir juncs amb més de dos màstils. Els mercaders xinesos es van conformar amb el comerç limitat als estats tributaris que la Xina encara conservava. Per a ells, viatjar molt cap a l'est, endins de l'oceà Pacífic, representava enfrontar-se a una extensió d'aigua massa gran amb incerts beneficis comercials.

### Intercanvis
L'ètnia hui ha cregut tradicionalment que el viatger musulmà Sad ibn Abi-Waqqàs fou l'introductor de l'islam a la Xina l'any 650, durant el regnat de l'emperador Gao Zong de la dinastia Tang, però actualment es considera que no hi ha cap evidència històrica de que Sad hagués viatjat realment fins aquest país.
Existeix documentació sobre el viatge del navegant fatimita egipci Domiyat, el 1008, en nom de l'imam governador Al-Hàkim, que el va portar al santuari budista de Shandong per trobar-se amb l'emperador Zhen Zong (de la dinastia Song) i lliurar-li els regals que enviava la seva cort. Així es van restablir les relacions diplomàtiques entre la Xina i Egipte, que s'havien interromput en el període de Cinc dinasties i Deu regnes (907-960).
L'ambaixada comercial del rei Chola Kulothunga I (al territori de l'actual Tamil Nadu) a la cort de l'emperador Shen Zong de la Dinastia Song el 1077 va tenir efectes positius en l'economia d'ambdós imperis.

## Tècnica
A la Xina, la invenció del timó muntat sobre la popa apareix ja el segle i, i va proporcionar una capacitat de maniobra molt superior a la que tenien els rems. L'enginyer i inventor Ma Jun (c. 200—265), del regne Cao Wei, construí el primer carro apuntant al sud, un mecanisme complex que incorporava un engranatge diferencial, per circular per terra i (si és cert el que esmenta un text del segle VI) també per mar.
Molt més endavant, el científic xinès Shen Kuo (1031—1095) fou el primer a descriure la brúixola amb agulla magnètica, que va ser de gran utilitat per permetre una navegació precisa, mercès al descobriment del concepte del Nord veritable.
En una obra escrita el 1119 (Dinastia Song), Zhu Yu descrigué la compartimentació del buc dels vaixells xinesos amb mampares. Això permetia que un vaixell no s'enfonsés necessàriament en el cas que s'obrís un trau en una part del seu buc.